# Alfred Remy
Pour les articles homonymes, voir Rémy (homonymie).
Alfred Rémy (né à Gand le 22 janvier 1882, mort le 20 juin 1945) est un magistrat belge. Entre 1927 et 1929, il assure le poste d’administrateur général de la Sûreté publique. En 1929, il devient avocat-général à la cour d’appel de Gand puis, en 1938, procureur-général près la cour d’appel de Gand.   

## Vie privée
Alfred Hercule Rémy est issu d’une famille bourgeoise catholique. Il est né le 22 janvier 1882 à Gand. Son père, Isidore Jean Rémy, est inspecteur vétérinaire à Destelbergen et directeur de l'abattoir de Gand. Sa mère, Sophie Van Steenberghe, est rentière. Il est le cadet de la famille. Son  frère, Oswald Rémy, né le 6 septembre 1878, entre dans l’armée en 1894. La langue parlée à la maison est le français mais Alfred Rémy maîtrise également le néerlandais. 
En 1900, Alfred entreprend des études de droit à l’université de Gand. Il commence par deux années préparatoires en philosophie et lettres. Entre 1903 et 1905, après le décès de son père, il réalise trois années de doctorat en droit. Dès 1905, Alfred Rémy travaille en tant qu’avocat à Destelbergen. 
Alfred Rémy reste célibataire jusqu’au 28 janvier 1931, date à laquelle il épouse à Gand Hélène Marie Henriette Van de Calseyde (°1914), fille de Albert Van de Calseyde, médecin, et Maria Lombaert. Oswald Rémy et Paul Van de Calseyde, frères des mariés, en sont les témoins. À la date du mariage, les parents d’Alfred Rémy sont tous deux décédés et Hélène Van de Calseyde vit avec sa mère veuve. Trois enfants sont issus de ce premier et unique mariage : Jean (°1931), Ghislaine (°1934) et Michel (°1941). Cependant, jusqu’à la mort d’Alfred Rémy, la famille héberge également un quatrième enfant, André Rémy (°1913), fils de Céline Kielemoes. Né hors-mariage le 31 juillet 1913, il est le premier fils d’Alfred Rémy, qui le reconnaît en 1932.

## Carrière professionnelle
Dès la fin de ses études, Alfred Rémy travaille en tant qu’avocat au barreau de sa ville natale. Le 2 décembre 1912, il succède à P.Van Houwer au poste de substitut du procureur du roi à Termonde et exerce cette fonction jusqu'au début de la guerre qui éclate en août 1914. En octobre 1914, il se porte volontaire de guerre. Le 2 juin 1916, il accède au poste de substitut de l’auditeur militaire en campagne puis, devient auditeur militaire en campagne, le 15 juillet 1918. Il quitte l’armée, le 30 octobre 1918, et reprend, à son retour, le poste de substitut du procureur du roi pour une durée de six mois.En avril 1919, il devient directeur général de la sûreté publique aux côtés de Louis Gonne, administrateur général de la sûreté publique. Il assure ce poste pendant huit années consécutives et devient administrateur général de la Sûreté publique le 10 mars 1927. En mai 1929, après deux ans passés au poste d’administrateur général de la Sûreté publique, Alfred Rémy démissionne pour devenir avocat-général à la cour d’appel de Gand. Il est remplacé à la sûreté publique par le baron René Beltjens. Le 22 septembre 1938, il est nommé Procureur général à la cour d’Appel de Gand et reprend alors le poste du Chevalier Elewijck, atteint par la limite d'âge.

## Sûreté publique
Alfred Rémy est nommé directeur général de la Sûreté publique en avril 1919. En mars 1927 cet avocat de formation devient administrateur général de la Sûreté publique et occupe ce poste pendant deux ans. Durant cette courte période, il contribue à renforcer les mesures prises à l’égard des étrangers sur le sol belge. 

### Politique de gestion de la Sûreté publique
Dès 1928, l’arrivée en masse de main-d’œuvre étrangère se fait fortement ressentir en Belgique. Le ministre du travail, Hendrik Heyman, craint un chômage national et propose deux mesures. D’abord, il souhaite pouvoir expulser tous les travailleurs étrangers qui auraient immigré illégalement. Mais cette proposition n'est pas suivie par le Ministre libéral de la justice, Paul-Emile Janson. À cette époque, tous les étrangers sont en droit de recevoir le statut de résident quatre mois après leur date d’arrivée en Belgique. Si aucune plainte n’est adressée à la Sûreté publique à leur sujet, ils obtiennent une carte d’identité. Ensuite, Hendrik Heyman demande que seuls les étrangers qui présentent un contrat de travail validé par le ministère du travail soient autorisés à recevoir un visa. Cette idée est prise en compte par le gouvernement. Mais, en pratique, les travailleurs étrangers de l'époque n’ont pas de difficultés à s’installer en Belgique. Tous les contrats de travail sont acceptés. Cette immigration est même considérée comme bénéfique pour l’économie belge.  
En décembre 1928, Alfred Rémy demande une augmentation du personnel de la Sûreté publique. Il justifie cette proposition par le fait que, entre 1926 et 1927, le nombre de dossiers ouverts par la Sûreté publique est passé de 36 000 à 43 000. Il explique également que les nouvelles mesures de contrôle des étrangers demandent plus de temps et que l'approche du Centenaire de l'Indépendance de la Belgique ne doit pas être oubliée. Cette fête amènera des contingents dont il faudra surveiller les agissements. Il est donc nécessaire, selon lui, de commencer à former de nouveaux agents assez tôt. Il précise que leur réputation doit être connue et propose de désigner ces personnes parmi les agents des prisons.
Dans le courant de l’année 1929, les autorités belges commencent à renforcer les mesures de contrôle prises à l’égard des étrangers. Les immigrants illégaux sont désormais soumis à une amende. Et, sur demande d’Alfred Rémy, tout étranger arrivant sur le sol belge doit être annoncé à la Sûreté publique par les autorités municipales. Dès 1929, ces dernières sont dans l’obligation d’attendre l’approbation de la Sûreté avant de délivrer une carte d’identité à un étranger. En réalité, ces mesures sont uniquement prises pour lutter contre les extrémistes politiques et les étrangers détenant un casier judiciaire. Elles sont d'ailleurs rapidement renforcées avec la montée en puissance du communisme. 58 étrangers sont expulsés par la Sûreté publique pour des raisons politiques entre 1925 et 1927. Entre 1928 et 1930, ce nombre monte jusqu'à 593. 

### Démission
En mai 1929, l'affaire du faux d'Utrecht, impliquant la Sûreté militaire belge, éclate en Belgique. Cet événement provoque de nombreux changements au sein de la Sûreté publique belge. En effet, la Sûreté militaire est supprimée et reprise par la Sûreté publique. Alfred Rémy démissionne juste après cette affaire pour retourner dans sa ville natale et accéder au poste d'avocat général de la cour d'appel de Gand. Il ne prend pas en charge l'organisation de la réorganisation de la Sûreté et laisse sa place au baron René Beltjens qui commence par réorganiser l'entièreté de la Sûreté. Avant son départ, Alfred Rémy annonce sa démission et envoie de nombreuses lettres aux pays avec lesquels il était en contact durant son passage à la Sûreté publique (France, Italie, Espagne, Luxembourg) et est remercié pour les « bonnes relations » entretenues au long de son mandat. 

## Mort
À la sortie de la Seconde Guerre mondiale, Alfred Rémy est accusé de collaboration et est fortement critiqué par la presse. Il est mis en congé d'office et une enquête est ouverte au sujet de ses activités pendant la guerre. Le 20 juin 1945, il est retrouvé mort dans la Lys, à Tronchiennes-les-Gand. Dans la presse, on parle de mort accidentelle et les enquêtes relatives à ses activités de collaborateur sont abandonnées. L’enterrement se déroule au sein de l’église Saint-Paul à Gand le 27 juin 1945 dans la plus grande intimité sur demande de la famille et Alfred Rémy est enterré aux côtés de son père, sa mère et sa tante, Hélène Rémy, au cimetière de Ledeberg.

## Décorations et distinctions honorifiques
Dans le courant de sa vie, Alfred Rémy a reçu de nombreuses décorations et distinctions honorifiques :
- Grand officier de l’Ordre de la couronne d’Italie
- Grand Officier de l’Ordre (égyptien) du Nil
- Officier de la légion d’Honneur (française)
- Commandeur de l’Ordre d’Orange-Nassau
- Chevalier de l’ordre de Léopold (à titre militaire)
- Chevalier de l’ordre de Léopold (à titre civil)
- Croix de guerre 1914-1918 avec palmes
- Médaille commémorative de la guerre 1914-1918
- Médaille de la victoire 1914-1818
- 7 chevrons de front